# Шпаниер, Лазарь Яковлевич
Лазарь Яковлевич Шпаниер (при рождении Лейзер Шпаниер; 21 января 1896, Яссы — 1938, Москва) — советский лингвист-романист, лексикограф и педагог.

## Биография
Родился в Яссах (Румыния) в семье корчмаря Янкева Шпаниера (1863—?) и Рухлы-Леи Шпаниер (1863—1937). Был членом компартии Румынии. Переехал в СССР по линии Коминтерна, занимался преподавательской деятельностью в Военной академии РККА имени М. Ф. Фрунзе. Автор учебных пособий по изучению румынского языка и русско-румынских словарей — «Карманного румынско-русского словаря на 30000 слов» (1931) и «Русско-румынского словаря на 40000 слов» (1936).
В 1937 году арестован по обвинению в шпионаже в пользу Румынии. 7 декабря 1937 года приговорён к высшей мере наказания, расстрелян в январе 1938 года.

## Семья
- Жена — Мария Симою, член компартии Румынии.
  - Сыновья — Николай Лазаревич Симою (род. 1928), инженер-химик и предприниматель; Лазарь Лазаревич Симою (род. 1937), учёный в области парового турбиностроения, заведующий лабораторией газодинамики Всероссийского теплотехнического института[2][3]. Приёмный сын от первого брака жены с криптоаналитиком и шифровальщиком ГУГБ НКВД СССР Паулем Альтеровичем Гольдштейном (1895—1937, расстрелян) — Макс Паульевич Симою (1922—1973), учёный в области теории автоматического регулирования и математического моделирования энергетических установок, научный сотрудник ЦНИИКА, доктор технических наук (1968), автор метода Симою для определения передаточной функции объекта по кривым разгона (1957)[4].

## Публикации
- Краткое пособие к изучению румынского языка. М.: Военная академия РККА имени М. В. Фрунзе, 1927. — 26 с.; 2-е изд. — там же, 1928. — 49 с.
- Учебник румынского языка (с Г. А. Гейнц-Каганом). Практическое руководство для самостоятельного изучения языка. Военная академия РККА им. М. В. Фрунзе. М.—Л.: Государственное издательство, Отдел военной литературы (Воензидат), 1930. — 281 с.
- Карманный румынско-русский словарь: 30000 слов наиболее употребительных в разговорной речи, общественно-политической и научно-популярной литературе. С приложением краткой грамматики румынского языка. М.: Советская энциклопедия — ОГИЗ РСФСР, 1931. — 1402 с.
- Военный румынско-русский словарь: 10000 слов из основных областей военного дела. Составители Д. М. Ардельяну и А. И. Макаревич. Под редакцией Л. Я. Шпаниера. М.: Советская энциклопедия, 1933. — 408 с.
- Русско-румынский словарь: Около 40000 слов, с приложением краткого грамматического справочника румынского языка. М.: ОГИЗ РСФСР — Государственный институт «Советская энциклопедия», 1936. — 479 с.